# Voluntari
Voluntari (în trecut Cetatea Voluntărească) este un oraș în județul Ilfov, Muntenia, România. Localitatea se află în vecinătatea nord-estică a municipiului București, la ieșirea către Urziceni, fiind un oraș-satelit al Capitalei. Conform recensământului din anul 2011, Voluntari are o populație de 42.944 de locuitori, fiind cel mai mare centru urban al județului Ilfov din punct de vedere demografic.
Orașul Voluntari este împărțit în două zone distincte: zona din jurul DN2 și cartierul Pipera, zone care sunt separate de un teren pe care s-a construit Autostrada A3 București-Ploiești.

## Geografie

### Așezare
Orașul este situat în partea de nord-est a municipiului București, între două cursuri de apă: Colentina și Pasărea. De-a lungul acestor râuri s-au format câteva din cele mai vechi localități din această parte a țării: pe valea Colentinei s-au format localitățile Plumbuita, Fundeni și Colentina, iar pe valea râului Pasărea s-au ridicat localitățile Tunari, Ștefănești și Afumați.
Cea mai mare parte a acestui teritoriu făcea parte din întinsele păduri ale Vlăsiei, care au dispărut parțial, făcând loc suprafețelor agricole și locuibile. Din suprafața acoperită cu păduri au rămas câteva dense fragmente, așa cum sunt actualele păduri Tunari, Andronache, Vulpachi, Pasărea. Pe actualul teritoriu al orașului se regăsesc doar trei fragmente din întinsul Codru al Vlăsiei (Pădurea Băneasa, Pădurea Stefănești și Pădurea Andronache).
Limitele sunt impuse de următoarele vecinătăți:
- nord - comuna Tunari;
- nord-est - comunele Ștefăneștii de Jos și Afumați;
- sud-est - comuna Dobroești;
- sud - sectorul 2 al municipiului București, delimitarea reprezentând-o calea ferată București-Constanța;
- vest - sectorul 1 al municipiului București.

Orașul este străbătut de șoseaua națională DN2, care leagă Bucureștiul de Urziceni. La marginea nord-estică a orașului, ea se intersectează cu șoseaua de centură a Bucureștiului. Paralel cu DN2 trec prin oraș șoselele județene DJ200, care duce spre nord la Ștefăneștii de Jos, Dascălu și Grădiștea, și DJ200B, care duce spre nord la Tunari și Balotești. Ambele se intersectează cu șoseaua de centură a Bucureștiului la marginea orașului și duc spre sud înspre București (prima în cartierul Andronache-Colentina, a doua în zona Pipera).

### Relief
Relieful este de câmpie, Voluntari fiind amplasat în câmpia Vlăsiei.
În prezent se constată antropizarea reliefului prin volumul masiv de construcții, prin sistematizarea spațiilor verzi și amenajarea pădurilor.

### Climă
Clima păstrează caracteristicile generale ale climatului Câmpiei Române, fiind temperat-continentală cu unele ușoare nuanțe excesive în această zonă de silvostepă, caracterizându-se prin variații evidente de temperatură de-a lungul celor 4 anotimpuri.
Dominante sunt masele de aer de origine polar-maritimă și continentală (din sectorul estic), urmate de cele de origine tropical-maritim și tropical-continental.

### Precipitații
Precipitațiile căzute pe acest teritoriu apar sub formă lichidă și solidă și au mari variații neperiodice; în cursul anului, cantitatea medie de precipitații este de 500-550 ml. Maximul de precipitații este specific lunii iunie (92 mm), iar minimul lunii februarie (25 mm). Cantitatea de precipitații maxime anuale în 24 h, înregistrată în Voluntari a fost de 780 mm în data de 6 iulie 1970.
Importanța deosebită a acestor precipitații este vădită în dezvoltarea vegetației spontane, a plantelor de cultură și în asigurarea unui climat propice pentru habitatul uman.
Există un deficit de umiditate identificat de caracterul negativ al bilanțului hidric al suprafeței active, determinat de valoarea mai mare a potențialului de evapotranspirație față de cel al precipitațiilor. Aceste valori sunt un rezultat direct al influenței orașului în crearea nucleelor de condensare și formare a ploilor.
Precipitațiile solide reprezintă 16% din cantitatea anuală. Stratul de zăpadă este influențat de starea timpului și de condițiile locale, fiind prezent 53 de zile pe an. Valoarea medie a grosimii stratului de zăpadă este de 7,8 cm în prima decadă a lunii ianuarie. Grosimea maximă absolută a fost de 6m, acest indicator variind în funcție de timp și de particularitățile suprafeței active.

## Istorie
La sfârșitul secolului al XIX-lea, pe teritoriul actual al orașului singura localitate existentă era satul Pipera (denumit și Tătărani), arondat comunei Băneasa-Herăstrău din plasa Dâmbovița a județului Ilfov. Satul avea 122 de locuitori și în el funcționa o mașină de treierat și o biserică. În 1925, satul este consemnat ca parte a comunei Colentina-Fundeni. În această perioadă, a fost fondat și satul Voluntari, sub numele de Cetatea Voluntărească, pe care au fost împroprietăriți luptătorii voluntari din Primul Război Mondial. Până în 1936, satul Cetatea Voluntărească a aparținut comunei Colentina. Aceasta a fost însă desființată și înglobată în orașul București. În acel an, creșterea masivă a chiriilor în București a făcut cele două sate atractive pe piața imobiliară și a avut loc o creștere demografică semnificativă.
În 1950, satele Voluntari și Pipera au fost incluse în raionul 1 Mai al orașului republican București, din care au făcut parte până în 1968. Atunci, ele, comasate într-un singur sat, cu numele de Voluntari, au alcătuit o comună suburbană a municipiului București. În 1981, comuna a trecut în Sectorul Agricol Ilfov din subordinea municipiului București, sector devenit în 1997 județul Ilfov. În 2004, comuna Voluntari a fost declarată oraș.
Voluntari a fost o zonă pentru cei care se înrolaseră în război și care au fost împroprietăriți în acest perimetru, de aici și numele de Voluntari. Într-o monografie din 1966 se atestă că împroprietărirea făcută de Cuza în 1864 a determinat fondarea unui cătun din 20-25 de gospodării, locuit de iobagi cu moșii. Împroprietărirea lor a furnizat primul nucleu al actualei comunități.
În prezent, statutul localității este acela de oraș (din aprilie 2004). În ultimii ani, zona orașului Voluntari a devenit atractivă pe piața imobiliară și a avut loc o creștere demografică semnificativă.

## Demografie
Componența etnică a orașului Voluntari
     Români (70,94%)
     Alte etnii (2,1%)
     Necunoscută (26,96%)
Componența confesională a orașului Voluntari
     Ortodocși (66,18%)
     Musulmani (1,43%)
     Alte religii (3,87%)
     Necunoscută (28,52%)
Conform recensământului efectuat în 2021, populația orașului Voluntari se ridică la 47.366 de locuitori, în creștere față de recensământul anterior din 2011, când fuseseră înregistrați 42.944 de locuitori. Majoritatea locuitorilor sunt români (70,94%), cu o minoritate de romi (0,31%), iar pentru 26,96% nu se cunoaște apartenența etnică. Din punct de vedere confesional, majoritatea locuitorilor sunt ortodocși (66,18%), cu o minoritate de musulmani (1,43%), iar pentru 28,52% nu se cunoaște apartenența confesională.
La data de 17 noiembrie 2007 s-a pus piatra de temelie a unei noi biserici în Voluntari, cu hramurile „Intrarea Domnului în Ierusalim” și „Sfânta Cuvioasă Parascheva”. Capacitatea bisericii este de aproximativ 3.000 de locuri pe scaune. Proiectul conține în partea de subsol două camere mortuare, un muzeu iconografic și un spațiu unde copiii să stea când părinții sau bunicii sunt la slujbă. În acest spațiu se organizează lecții de educație religioasă. Zidurile bisericii sunt alcătuie din două rânduri de cărămidă (unul pe interior, unul pe exterior) unite între ele de armatura de fier si beton. Pereții din interior sunt împodobiți cu mozaic.

## Administrație
Orașul Voluntari este administrat de un primar și un consiliu local compus din 19 consilieri. Primarul, Florentin Pandele, de la Partidul Social Democrat, este în funcție din 2000. Începând cu alegerile locale din 2024, consiliul local are următoarea componență pe partide politice:
|  | Partid                          | Consilieri | Componența Consiliului | Componența Consiliului | Componența Consiliului | Componența Consiliului | Componența Consiliului | Componența Consiliului | Componența Consiliului | Componența Consiliului | Componența Consiliului | Componența Consiliului | Componența Consiliului | Componența Consiliului |
|  | ------------------------------- | ---------- | ---------------------- | ---------------------- | ---------------------- | ---------------------- | ---------------------- | ---------------------- | ---------------------- | ---------------------- | ---------------------- | ---------------------- | ---------------------- | ---------------------- |
|  | Partidul Social Democrat        | 12         |                        |                        |                        |                        |                        |                        |                        |                        |                        |                        |                        |                        |
|  | Alianța Dreapta Unită           | 3          |                        |                        |                        |                        |                        |                        |                        |                        |                        |                        |                        |                        |
|  | Alianța pentru Unirea Românilor | 2          |                        |                        |                        |                        |                        |                        |                        |                        |                        |                        |                        |                        |
|  | Partidul Național Liberal       | 2          |                        |                        |                        |                        |                        |                        |                        |                        |                        |                        |                        |                        |

În prezent, statutul localității este acela de oraș. Fosta comună a devenit oraș în aprilie 2004. Orașul Voluntari integrează în componența lui teritorială două zone distincte ca localizare geografică: zona din jurul DN2 și cartierul Pipera, zone care sunt separate de un teren pe care va trece autostrada București–Ploiești.
Cartierul Pipera este situat la o distanță de 7 km față de centrul capitalei, sute de noi locuințe și multiple clădiri de birouri construindu-se în această zonă în perioada boom-ului imobiliar din perioada 2005–2008, ilustrând o tendință de modernizare din punct de vedere arhitectural a localității, combinată însă cu o semnificativă stagnare și rămânere în urmă a infrastructurii.
Suprafața totală actuală pe care se extinde orașul Voluntari este de 3.740,460 ha.

## Monumente istorice
Singurul obiectiv din orașul Voluntari inclus în Lista monumentelor istorice din județul Ilfov ca monument de interes local este biserica „Sfântul Ilie” (Pipera-Tătăranu), datând din secolul al XVIII-lea. Biserica este clasificată drept monument de arhitectură și se află localizată în cartierul Pipera.

## Educație
Educația este la standarde moderne în orașul Voluntari.
Unitățile de învățământ au fost modernizate, s-au construit corpuri noi pentru mărirea capacității de școlarizare. 

·        Creșa Prichindel 1  - str. Neajlov, nr. 56 - capacitate 95 copii
·        Creșa Prichindel 2  - b-dul Dunării, nr 71 -capacitate 210 copii
·        Creșa Prichindel 3  - str. Erou Șerban Ion, nr 1 - capacitate 40 de copii 
·        Școala Gimnazială Anton Pann  - Str. Anton Pann nr.7
·        Școala Gimnazială Nr. 2 – Bd. Dunării nr.51
·        Școala Gimnazială Nr. 3 – Str. Erou Șerban Ion Nr.1
·        Liceul Tehnologic Nicolae Bălcescu – Bd.Voluntari nr. 94-96

Serviciul Educațional before&after school: 
·        Scoala gimnazială nr. 1-  B-dul Tudor Vladimirescu 
·        Școala gimnazială nr. 1- B-dul Nicolae Bălcescu
·        Școala gimnazială nr. 3 – Str. Șerban Ion 
·        Școala gimnazială nr 2 – bdul Dunării nr 51
Direcția de Asistență Educațională coordonează sistemul de învățământ din orașul Voluntari, fiind instituția de legătura între acestea și autoritatea locală.
Toate unitățile de învățământ au fost extinse, dotate (laborator, bibliotecă, mobilier) și modernizate prin atragerea de fonduri europene, în cadrul Programului Național de Dezvoltare Locală și cu finanțare locală.
·        Copiii din creșe, grădinițe, școli și liceu beneficiază de mâncare zilnic, gratuit.
·        Elevii beneficiază de servicii de before&after school, gratuit.
·        În grădiniță se studiază două limbi străine la alegere, gratuit. 
·        Este disponibilă o aplicație educațională gratuită și catalog on-line gratuit pentru elevii din școli și liceu.
·        Se acordă burse și premii pentru elevii merituoși.
·        Transportul este gratuit pentru elevi.
·        Au fost implementate proiecte culturale și educaționale pentru dezvoltarea abilităților socio-emoționale și comportamentale.
·        Au fost organizate cursuri de formare profesională pentru cadrele didactice.
·        Cadrele didactice sunt dotate cu echipamente moderne necesare predării on-line.
·        Aplicație educațională – uniforme școlare, tablete și alarme personale pentru siguranța elevului
·        Este asigurat personal medical în cabinetele școlare în toate unitățile de învățământ.
·        Este asigurat personal pentru curățenie în toate unitățile de învățământ.
·        Este asigurat personal pentru a ajuta educatoarele din grădinițele de stat.
În orașul Voluntari se găsesc 14 biblioteci, marcând o diferență semnificativă față de anul 2011, când se înregistrau doar 5 biblioteci.
În orașul Voluntari se află și instituții de învățământ private: 
- Grădinițe:  Aricel, Butterfly, Tinkerbell, Grădinița Avangard Kids, Gradinita cu Program Prelungit Corina Niculescu, Grădinița Happy Children Academy, Grădinița Harmony Tree Montessori Education, Grădinița Alphabet House

- Școli: Școala Primara Optima, Școala primară și gimnazială Mark Twain, American International School of Bucharest LLC Filiana din România, Școala Primară Echilibria Montessori Education Voluntari, Școala Primară Bel Sorriso, Școala Primară Zece, Scoala Gimnaziala "Olga Gudynn International School", Școala Gimnazială Hermann Oberth, American International School of Bucharest, Școala Japoneză din București, British School of Bucharest (EN).

- Licee: Liceul International Maarif Schools of Bucharest, Liceul Mark Twain International School, Liceul German Hermann Oberth.

- Fundații: Fundația Crawford House (British School), Fundația Junior Focus